# Nous ne sommes plus des enfants
Pour plus de détails, voir Fiche technique et Distribution.
Nous ne sommes plus des enfants est un film français réalisé par Augusto Genina, sorti en 1934.
Le film est une adaptation de la pièce du même titre de Léopold Marchand.

## Synopsis
Deux jeunes amoureux se quittent parce que le garçon finit par épouser une fille riche. Ils se retrouvent vingt ans plus tard pour tenter de vivre ensemble.

## Fiche technique
- Titre : Nous ne sommes plus des enfants
- Réalisation : Augusto Genina
- Scénario : pièce de Léopold Marchand
- Photographie : Robert Lefebvre, Harry Stradling et Paul Mercanton
- Musique : Marcel Lattès
- Producteur : Gaby Morlay
- Société de production : Euréka-Film
- Pays d'origine :   France
- Langue de tournage : Français
- Format : Noir et blanc — 35 mm — 1,37:1 — Son : Mono
- Genre : Comédie
- Durée : 80 minutes (1 h 20)[1]
- Dates de sortie :
  - France : 25 janvier 1934

## Distribution
- Gaby Morlay : Roberte
- Claude Dauphin : Jean Servin
- Jean Wall : Roger, l'ami
- Pierre Larquey : M. Breton
- Léon Arvel
- Marcelle Monthil
- Pauline Carton
- Yvonne Drines
- Madeleine Guitty
- Lucienne Le Marchand
- Nina Myral
- Henry Houry

## À noter
- Le film a fait l'objet d'un remake en 1958 : Mon coquin de père, réalisé par Georges Lacombe.